# Type 071
Le Type 071 (code OTAN : Yuzao class) est une classe de Landing Platform Dock (selon le système de désignation des bâtiments de l'US Navy) de la marine chinoise dont le premier exemplaire est entré en service en 2007.

## Caractéristiques

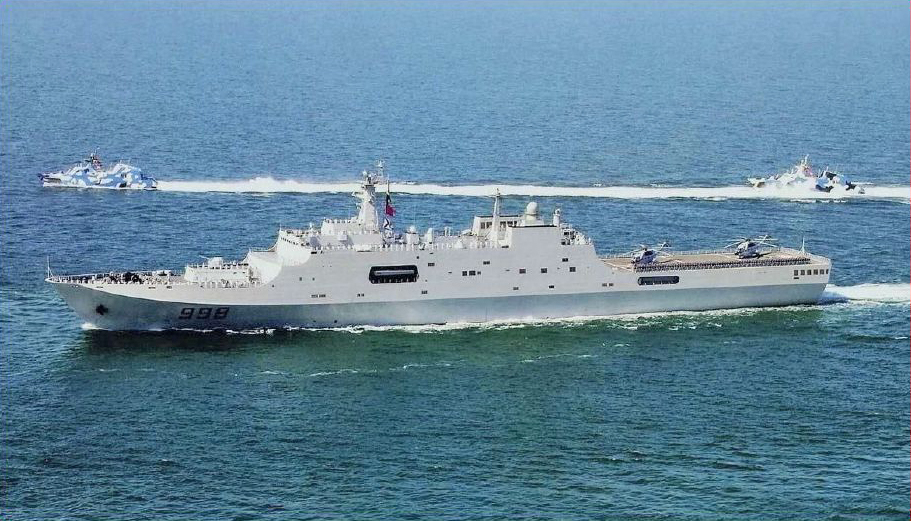
LPD 998 昆仑山 Kunlun Shang
accompagné de patrouilleurs lance-missiles classe Houbei (Type 022).

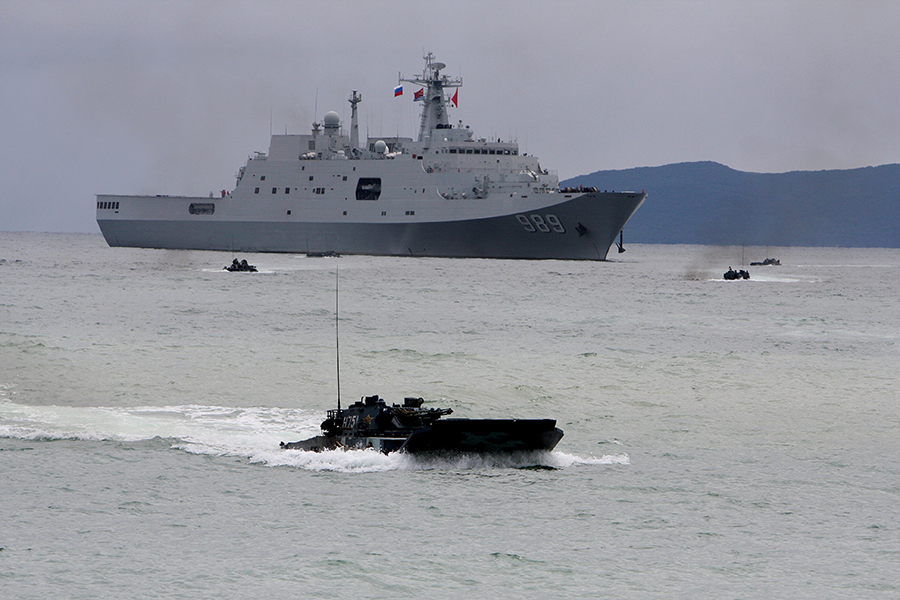
LPD 989 长白山 Changbai Shan et Véhicules de combat amphibies, 2015

Dotés d'un large pont d'envol et d'un radier inondable, ils sont conçus pour déployer 500-800 soldats et leurs véhicules sur les rives ennemies. 
Ces navires sont capables d'opérer simultanément 2 hélicoptères lourds Z-18 sur le pont d'envol et peuvent en stocker 4 autres dans le hangar . Ils peuvent déployer des embarcations de débarquement (4 Aéroglisseurs Type 726 (en) chacun pouvant transporter 50 t. et 2 bateaux semi-rigides). 15-20 véhicules de combat amphibies peuvent se garer dans le hangar à véhicules, sur 2 niveaux.

## Doctrine amphibie chinoise

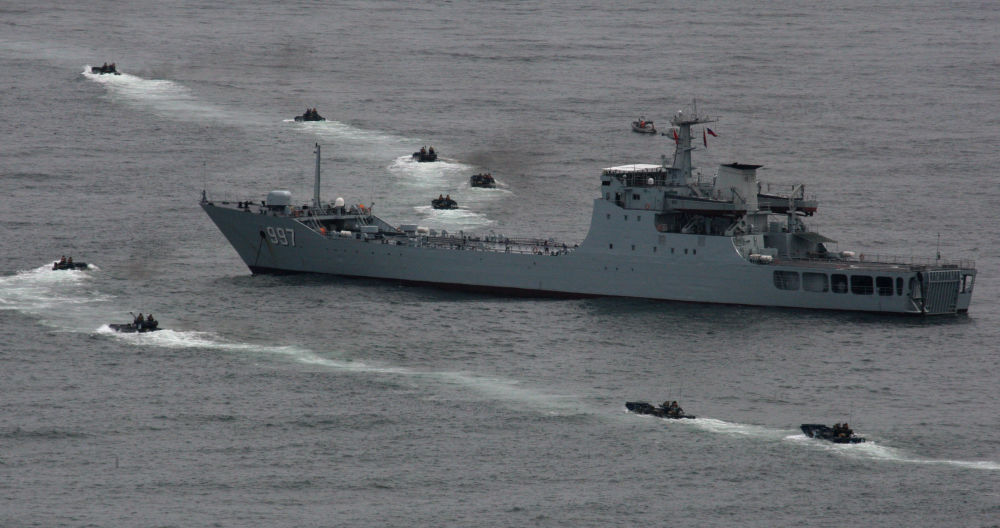
LST 997 云雾山 Yunwu Shan admit en 2004 (Type 072A) et plusieurs.

La mise en service du Kunlun Shan (et de ses 5 navires-jumeaux prévus en date de 2016), la possible construction par les chantiers navals chinois d'un LHD de 40 000 tonnes (Type 075) pour leur flotte et la modernisation et agrandissement de la PLA Marine Corps (triplement des effectifs), augure des ambitions hauturières et potentiellement offensives de la marine chinoise. À cet égard, le Type 071 constitue un saut qualitatif certain par rapport aux récents LST Type 072-III (en) et Type 072A (en) (4 800 t.), incrémentation de modèles précédents inspirés de ses homologues américains de la Seconde Guerre mondiale.
Le 6e LPD Type 071, navire de débarquement déplaçant plus de 25 000 t pleine charge, a été admis au service actif par la marine chinoise au même moment que le 10e destroyer Type 052D .

Il est possible que le premier Type 075 soit actuellement en construction à Hudong-Zhonghua.

## Navires
| N° | Numéro | Nom                    | Chantier naval  | Lancement         | Entrée en service | Flotte          | Statut                 |
| 1  | 998    | Kunlun Shan / 昆仑山   | Hudong-Zhonghua | 21 décembre 2006  | 30 novembre 2007  | Flotte du Sud   | Actif                  |
| 2  | 999    | Jinggang Shan / 井冈山 | Hudong-Zhonghua | 18 novembre 2010  | 30 octobre 2011   | Flotte du Sud   | Actif                  |
| 3  | 989    | Changbai Shan / 长白山 | Hudong-Zhonghua | 26 septembre 2011 | 23 septembre 2012 | Flotte du Sud   | Actif                  |
| 4  | 988    | Yimeng Shan / 沂蒙山   | Hudong-Zhonghua | 22 janvier 2015   | 1er février 2016  | Flotte de l'Est | Actif                  |
| 5  | 980    | Longhu Shan / 龙虎山   | Hudong-Zhonghua | 15 juin 2017      | 12 septembre 2018 | Flotte de l'Est | Actif                  |
| 6  | 987    | Wuzhi Shan / 五指山    | Hudong-Zhonghua | 20 janvier 2018   | 12 janvier 2019   | Flotte du Sud   | Actif                  |
| 7  |        | Wudang Shan / 武当山   | Hudong-Zhonghua | 28 décembre 2018  |                   |                 | Travaux d'aménagements |
| 8  |        |                        | Hudong-Zhonghua | 6 juin 2019       |                   |                 | Travaux d'aménagements |

## Export
La China State Shipbuilding and Trading Corp a proposé de construire une version du Type 071 adaptée aux besoins de la Marine malaise, soit un LPD de 13 000 tonnes, sans réponse de cette dernière à cette date.